# Cryptophilharmostes mahunkai
Cryptophilharmostes mahunkai är en skalbaggsart som beskrevs av Alberto Ballerio 2000. Cryptophilharmostes mahunkai ingår i släktet Cryptophilharmostes och familjen Hybosoridae. Inga underarter finns listade i Catalogue of Life.